# Eredivisie (vrouwenhandbal) 1984/85
De Eredivisie is de hoogste afdeling van het Nederlandse handbal bij de vrouwen op landelijk niveau. In het seizoen 1984/1985 werd Ookmeer landskampioen. HAAK/DES en HAKA/E&O degradeerden naar de Eerste divisie.
Sinds dit seizoen werd er de Eredivisie uitgebreid naar 12 ploegen in plaats van 10 ploegen, hierdoor promoveerde er twee extra teams vanuit de Eerste divisie.

## Teams
| Club                  | Plaats     | Provincie     | Trainer          | Hal                  |
| --------------------- | ---------- | ------------- | ---------------- | -------------------- |
| HAAK/DES              | Eindhoven  | Noord-Brabant | P. Poell         | Sporthal Tempel      |
| HAKA/E&O              | Emmen      | Drenthe       | Francien Gudde   | Angelslo             |
| Hotelplan/Hellas      | Den Haag   | Zuid-Holland  | René van Mulken  | Duyvensteinhal       |
| Trajectum ad Mosam    | Maastricht | Limburg       | Huub Coorens     | Sporthal De Geusselt |
| AMC/Niloc             | Amsterdam  | Noord-Holland | René Oosterveld  | Sporthallen Zuid     |
| Ookmeer               | Amsterdam  | Noord-Holland |                  |                      |
| PSV                   | Eindhoven  | Noord-Brabant |                  |                      |
| Van der Voort/Quintus | Kwintsheul | Zuid-Holland  | Ton van der Beek | Van der Voorthal     |
| Entius/SEW            | Nibbixwoud | Noord-Holland | Martin Köhler    | 't Span              |
| Swift Arnhem          | Arnhem     | Gelderland    | Henny Loeven     | Elderveld            |
| Enzico/Swift          | Roermond   | Limburg       | Jo Puts          | Jo Gerrishal         |
| Vlugheid en Kracht    | Groningen  | Groningen     |                  |                      |

## Stand
| Pos | Club                  | Wed | Ptn | Opmerking                      |
| --- | --------------------- | --- | --- | ------------------------------ |
| 1   | Ookmeer               | 22  | 39  | Landskampioen                  |
| 2   | Hotelplan/Hellas      | 22  | 35  |                                |
| 3   | Van der Voort/Quintus | 22  | 24  |                                |
| 4   | PSV                   | 22  | 24  |                                |
| 5   | AMC/Niloc             | 22  | 24  |                                |
| 6   | Swift Arnhem          | 22  | 23  |                                |
| 7   | Trajectum ad Mosam    | 22  | 23  |                                |
| 8   | Entius/SEW            | 22  | 22  |                                |
| 9   | Enzico/Swift          | 22  | 19  |                                |
| 10  | Vlugheid en Kracht    | 22  | 14  |                                |
| 11  | HAKA/E&O              | 22  | 10  | Degradatie naar eerste divisie |
| 12  | HAAK/DES              | 22  | 7   | Degradatie naar eerste divisie |